# Уиттекер, Джеффри Оуэн
Джеффри Оуэн Уиттекер (англ. Geoffrey Owen Whittaker, 10 января 1932, Ноттингем, Великобритания — 24 февраля 2015, Эшли, Нортгемптоншир, Великобритания) — британский государственный деятель, губернатор Ангильи (1987—1989).

## Биография
Окончил Бристольский университет.
- 1956—1967 гг. работал в Службе аудита заморских территорий в Танганьике, Доминике и Гренаде,
- 1967—1980 гг. — чиновник Министерства по вопросам развития заморских территорий в Белизе, на островах Святой Елены и Монтсеррат, на Британских Виргинских островах,
- 1980—1987 гг. — офицер административно-хозяйственной службы в Гонконге,
- 1987—1989 гг. — губернатор Ангильи.

Также являлся исполнительным директором компании Soloman and Company, остров Святой Елены (1970—1975); генеральным менеджером гонконгской промышленно=девелоперской корпорации (1985—1987).
Был возведен королевой Елизаветой II в Офицеры ордена Британской империи.